# Valdov (zámek)
Zámek Valdov stával v osadě Lesná nedaleko Hrzína.

## Historie
Původně gotický zámek nechali v roce 1461 postavit Šlikové. V roce 1545 získal obec Jiří Multz z Wallhofu. Multzové z Wallhofu nechali zámek renesančně přestavět a rozšířit o křídlo. Roku 1803 byl přestavěn barokně a dostal tak konečnou podobu. V roce 1945 připadl zámek státu, který zde zřídil dětskou zotavovnu. Bohužel stát se o zámek příliš nestaral a ten tak chátral. Později připadl státnímu statku, který zde měl sklad. Rok 1990 znamená pro zámek v podstatě konec existence, protože byl postupně rozebírán, až z něj zůstaly pouze základy.